# Amphibienlaichgebiete von nationaler Bedeutung im Kanton Appenzell Ausserrhoden
Hier sind alle Amphibienlaichgebiete von nationaler Bedeutung im Kanton Appenzell Ausserrhoden aufgelistet. Diese Amphibienlaichgebiete im Kanton Appenzell Ausserrhoden sind in der Schweiz durch Bundesverordnung geschützt und Teil des Bundesinventars der Amphibienlaichgebiete von nationaler Bedeutung (französisch Inventaire fédéral des sites de reproduction de batraciens d’importance nationale, italienisch Inventario federale dei siti di riproduzione di anfibi di importanza nazionale, romanisch Inventari federal dals territoris da frega d’amfibis d’impurtanza naziunala). Die Europäische Umweltagentur (European Environment Agency) koordiniert die Daten der europäischen Mitglieder. Die inventarisierten Amphibienlaichgebiete der Schweiz führen in der internationalen Datenbank den Code «CH05». Dabei stellt CH das Präfix für die Schweiz und die Nummer das nationale Projekt, in diesem Fall das Bundesinventar der Amphibienlaichgebiete, dar.

## IUCN-Kategorie
Die Amphibienlaichgebiete von nationaler Bedeutung in der Schweiz sind in der IUCN-Kategorie IV registriert. Diese umfasst Biotop- und Artenschutzgebiete mit einem Management, das ein gezieltes Monitoring und regelmässige Eingriffe zur Erhaltung des Schutzgebietes vorsieht, wie beispielsweise zur Verhinderung der Verbuschung und Verwaldung.

## Schutzziele
Ziel der Amphibienlaichgebiete-Verordnung (AlgV) ist der Artenschutz von Amphibien. Diese sind seit 1967 bundesrechtlich geschützt und gehören zu den am stärksten gefährdeten Artengruppen des Landes. Die Gebiete sind zudem offiziell ausgewiesene Schutzgebiete in Natur- und Landschaftsschutz. Die Aufstellung entspricht der Common Database on Designated Areas der Europäischen Umweltagentur (EEA). Die letzte Aufnahme eines Gebiets erfolgte 2017.

## Erklärung der Spalten
- Q-ID: Ist die Identity des entsprechenden Wikidata-Objekts
- Objekt/(Swisstopo): ist die nationale ID, die sich zusammensetzt aus dem Kantonskürzel gefolgt von einer Nummer. Zur besseren Lesbarkeit trennt ein Bindestrich das Präfix von der Nummer. Der Link führt zum passenden Kartenausschnitt von Swisstopo, der das entsprechende Schutzgebiet als farbig hervorgehobene Fläche (shape) wiedergibt. Ein Klick auf die Fläche führt zum Objekt-Blatt im PDF-Format.
- Gebietsname/Lokalität: ist die offizielle Bezeichnung des Schutzgebietes und ist verlinkt mit dem entsprechenden Wikipedia-Artikel (wenn vorhanden) bzw. mit einem Abschnitt eines Wikipedia-Artikels (z. B. über eine Gemeinde, in der das Schutzgebiet liegt).
- Standort-Gemeinde(n): nennt die Gemeinde(n), in der/denen sich das Schutzgebiet befindet.
- CDDA-Sitecode: stellt die ID des Schutzgebiets in der Commons Data on Designated Areas der Europäischen Umweltagentur für ausgewiesene Schutzgebiete in Natur- und Landschaftsschutz in Europa dar. Die gleiche ID verwendet auch die World Database on Protected Areas (WDPA). Der Link führt direkt zum entsprechenden Objekt-Blatt mit einem zommbaren Kartenausschnitt.
- Fläche in ha: gibt die Gesamtfläche in Hektar wieder, das heisst, das Kerngebiet inklusive Pufferzonen.
- Koordinaten: werden nur als Icon dargestellt; der Quellcode zeigt die Werte auf den internationalen Standard umgerechnet.
- Bild: ist der Ort für ein Bild, kann als Platzhalter die Vorlage Bilderwunsch aufweisen. In diesem Fall erscheint der Wunsch auf einer Karte, die Bilderwünsche in geografischer Verteilung darstellt.

## Liste der Amphibienlaichgebiete
| Q-ID       | Objekt (Swisstopo) | Gebietsname Lokalität | Standort- Gemeinde(n)  | CDDA- Sitecode | Fläche in ha                              | Koordinate                                | Jahr der Ausweisung                       | Bild                                      |
| ---------- | ------------------ | --------------------- | ---------------------- | -------------- | ----------------------------------------- | ----------------------------------------- | ----------------------------------------- | ----------------------------------------- |
| Q108085984 | AR-1               | Saumweiher            | Herisau                | 555596949      | 7,33 ha                                   | ⊙                                         | 2017                                      |                                           |
| Q108085986 | AR-44              | Grub AR/Dorfweiher    | Grub AR                | 555596950      | 0,95 ha                                   | ⊙                                         | 2001, rev. 2017                           |                                           |
| Q108088746 | AR-118             | Wissenbachschlucht    | AR: Herisau SG: Flawil | 347258         | 2,92 ha                                   | ⊙                                         | 2001                                      |                                           |
| 3          | Objekte insgesamt  | Objekte insgesamt     | Objekte insgesamt      | 11,2           | ha Gesamtfläche der Amphibienlaichgebiete | ha Gesamtfläche der Amphibienlaichgebiete | ha Gesamtfläche der Amphibienlaichgebiete | ha Gesamtfläche der Amphibienlaichgebiete |

## Belege
1. ↑  Designation type: Bundesinventar der Amphibienlaichgebiete von nationaler Bedeutung. European Environment Agency, abgerufen am 10. November 2022.
2. ↑  CDDA-Datenbank